# Colias christophi
Colias christophi är en fjärilsart som beskrevs av Grum-grshimailo 1885. Colias christophi ingår i släktet Colias och familjen vitfjärilar. Inga underarter finns listade i Catalogue of Life.

## Bildgalleri

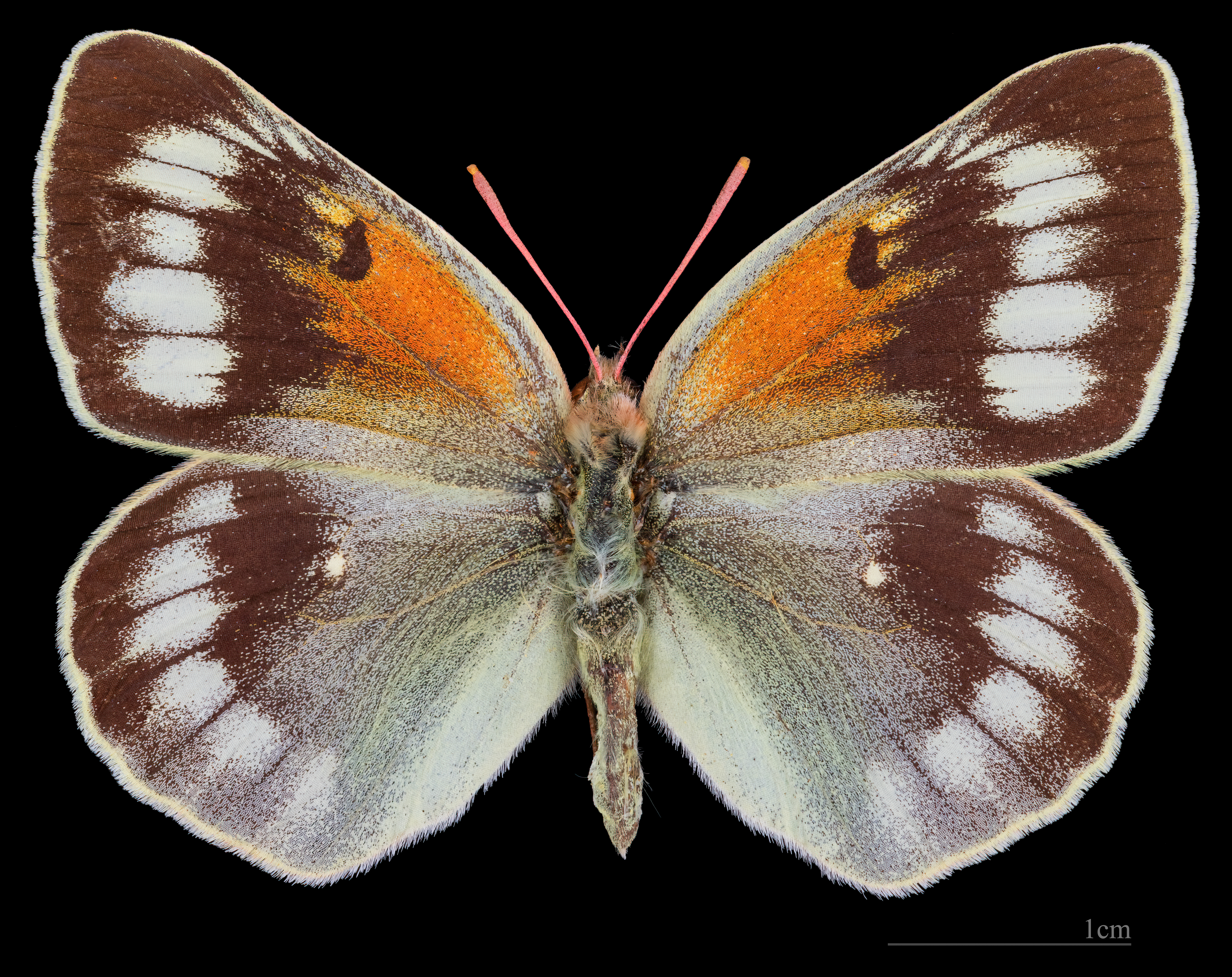
Colias christophi ♀
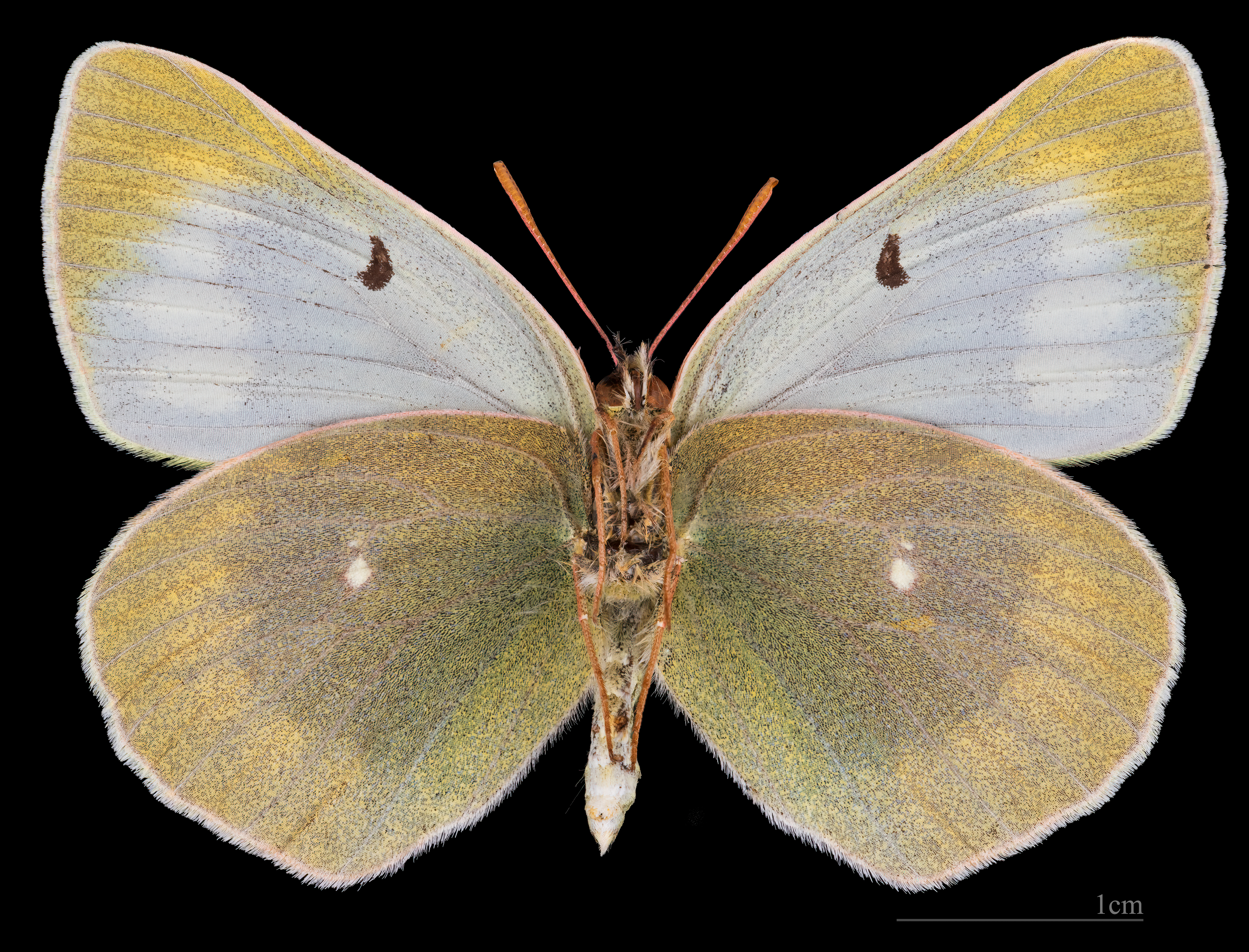
Colias christophi ♀△